# Jan Janulík
Jan Janulík (14. května 1909 – ???) byl český a československý politik Komunistické strany Československa a poúnorový poslanec Národního shromáždění ČSR a Národního shromáždění ČSSR.

## Biografie
Roku 1948 se uvádí jako stavební dělník a bezpečnostní referent okresního národního výboru, bytem Uherský Brod. V roce 1950 byl členem předsednictva KV KSČ v Gottwaldově.
Ve volbách roku 1948 byl zvolen do Národního shromáždění za KSČ ve volebním kraji Zlín. V parlamentu setrval do konce funkčního období, tedy do voleb v roce 1954. Znovu se v parlamentu objevil po volbách v roce 1960 (nyní již jako poslanec Národního shromáždění ČSSR za Severomoravský kraj) a setrval tu do konce funkčního období, tedy do voleb v roce 1964.